# HD 71553
HD 71553，又名BD+69 472，SAO 14582、HR 3332，是一颗恒星，视星等为6.31，位于銀經145.61，銀緯34.14，其B1900.0坐标为赤經8h 23m 0.2s，赤緯+69° 34.14′ 20″。